# فویگتسدورف
فویگتسدورف (به آلمانی: Voigtsdorf) یک شهر در آلمان است که در مکلنبورگیشه زنپلاته واقع شده‌است. فویگتسدورف ۱۰۹ نفر جمعیت دارد.